# Macrochiridothea uncinata
Macrochiridothea uncinata är en kräftdjursart som beskrevs av Hurley och Murray 1968. Macrochiridothea uncinata ingår i släktet Macrochiridothea och familjen Chaetiliidae.
Artens utbredningsområde är havet kring Nya Zeeland. Inga underarter finns listade i Catalogue of Life.